# 6. okręg wyborczy w Kolorado
Szósty okręg wyborczy w Kolorado co dwa lata wybiera swojego przedstawiciela do Izby Reprezentantów Stanów Zjednoczonych. Okręg został utworzony po spisie ludności w 1980 roku. Pierwsze wybory w okręgu przeprowadzono jesienią 1982 roku. W 2008 roku swoim zasięgiem obejmował hrabstwa Douglas i Elbert oraz części hrabstw Arapahoe, Jefferson i Park.

## Chronologiczna lista przedstawicieli
|   | Przedstawiciel     | Data objęcia urzędu | Data opuszczenia urzędu | Partia polityczna    |
| - | ------------------ | ------------------- | ----------------------- | -------------------- |
| 1 | Daniel Schaefer    | 29 marca 1983       | 3 stycznia 1999         | Partia Republikańska |
| 2 | Thomas G. Tancredo | 3 stycznia 1999     | 3 stycznia 2009         | Partia Republikańska |
| 3 | Michael Coffman    | 3 stycznia 2009     |                         | Partia Republikańska |